# عملية الفجر الأحمر
عملية الفجر الأحمر أو القبض على صدام حسين (بالإنجليزية: Operation Red Dawn)، هي عملية عسكرية قامت بها الولايات المتحدة وأُلقي القبض فيها على الرئيس العراقي الأسبق صدام حسين في 13 كانون الأول/ديسمبر 2003 في بلدة الدور بالعراق. سميت العملية على اسم فيلم الفجر الأحمر الذي صدر عام 1984. نفذت المهمة من قبل فرقة العمليات المشتركة 121 [الإنجليزية] بدعم من فريق اللواء القتالي الأول (بقيادة العقيد جيمس هيكي) من فرقة المشاة الرابعة بقيادة اللواء ريموند أوديرنو.
فتشت فرق البحث خارج بلدة الدور في موقعين لكنهم لم يعثروا على صدام. في النهاية عثر على صدام حسين مختبئاً في ملجأ محصن تحت الارض في شمال مدينة الدور في الساعة 20:30 بالتوقيت المحلي العراقي وأُلقي القبض عليه دون مقاومة.

## خلفية الأحداث

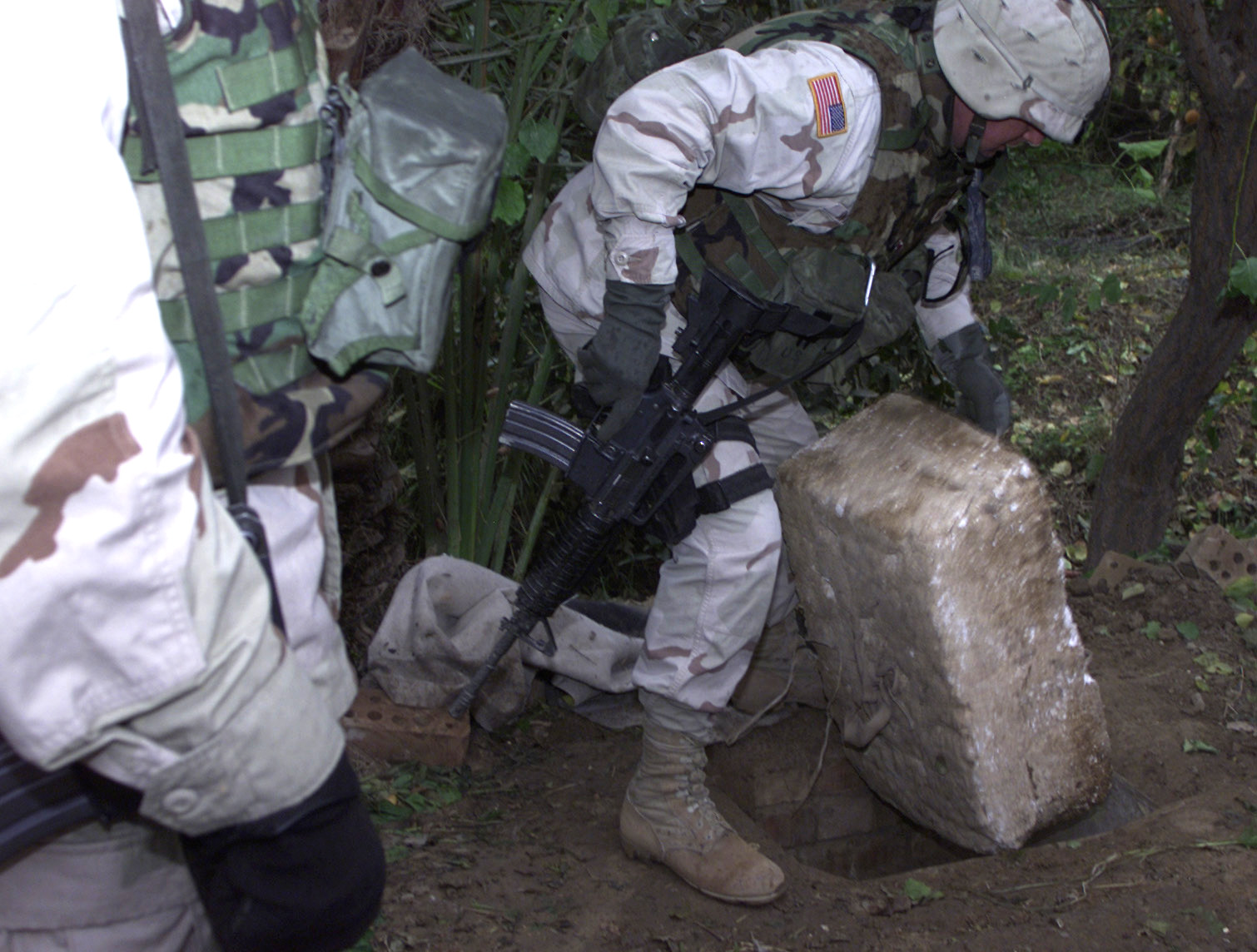
الحفرة التي اختبأ بها صدام حسين.

اختفى صدام حسين عن الأنظار بعد فترة وجيزة من غزو العراق عام 2003. وصفه الجيش الأمريكي بأنه «الهدف رقم واحد الأعلى قيمة» وبدأ أحد أكبر عمليات البحث في التاريخ.
بين تموز وكانون الأول عام 2003 نفذت فرقة العمليات 121 التابعة لقيادة العمليات الخاصة المشتركة إثني عشر محاولة فاشلة للعثور على صدام حسين إلى جانب 600 عملية أخرى ضد أهداف أخرى بما في ذلك 300 استجواب. في 1 كانون الأول 2003 كشف سائق سابق عن شخص يدعى محمد إبراهيم عمر المسلط (والذي كان مرافقا لصدام)، ويلقب لدى فرقة العمليات 121 باسم "المصدر" أو "الرجل السمين". وعلى مدى الأسبوعين التاليين، اُسْتُجْوِبَ ما يقرب من 40 فردًا من عائلة محمد المسلط في محاولة للوصول إليه. وفي 12 كانون الأول 2003 أُسر المسلط في غارة على منزل في بغداد كان يُتخذ مقراً للمقاومين للاحتلال الأمريكي، وفي وقت مبكر من صباح اليوم التالي كشف المسلط عن المكان المحتمل لتواجد صدام فيه. هذه المعلومات الاستخبارية وغيرها من المعلومات الاستخبارية من أعضاء سابقين في حزب البعث مدعومة بمعلومات استخباراتية من جهاز الأمن العام حددت أخيرًا مكان صدام حسين في مزرعة جنوب تكريت.

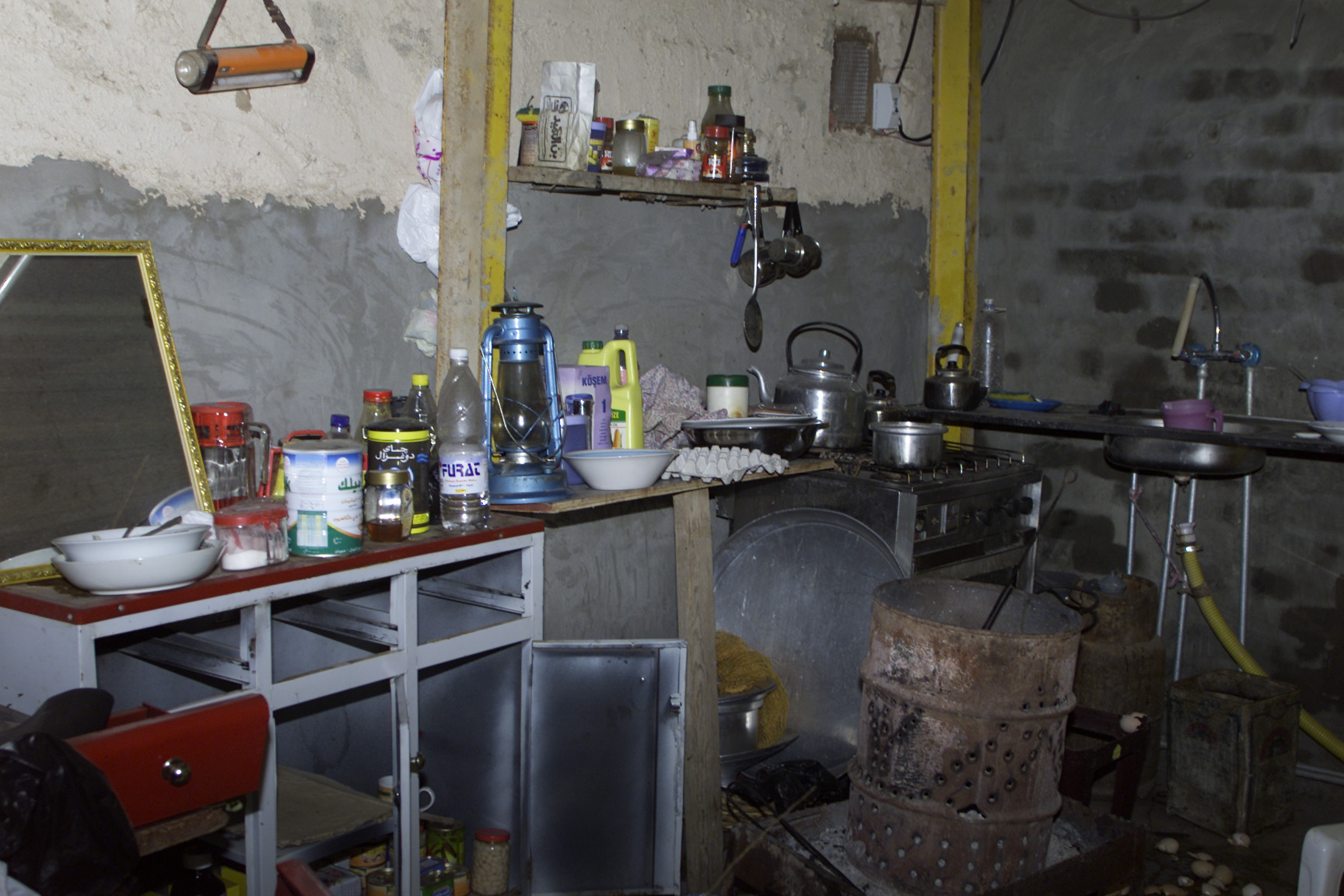
صورة نشرتها القوات المسلحة الأمريكية لأدوات طبخ في مطبخ مؤقت حيث أكلَ صدام حسين طعامه الأخير قبل اعتقاله بقضاء الدور

## ردود الفعل
- فلسطين : لم تعلق الحكومة الفلسطينية على خبر الإعتقال، لكن عبد العزيز الرنتيسي القيادي البارز في حركة المقاومة الإسلامية (حماس) قال ان الولايات المتحدة «ستدفع ثمنا باهظا لخطأ» القبض على صدام حسين. بعد أسر صدام، كان المناخ السائد بين الفلسطينيين هو الإنكار والكآبة.[8]
- البحرين: نقلت وكالة أنباء البحرين الرسمية عن متحدث باسم وزارة الخارجية قوله إن أسر صدام سيعيد الوحدة والتلاحم للعراقيين لبناء مستقبل واعد في عراق مزدهر ينعم بالأمن ويتعاون مع جيرانه لتعزيز الاستقرار والتماسك والتنمية في المنطقة.
- مصر: قال وزير الخارجية أحمد ماهر: لا أعتقد أن أحداً سيحزن على صدام حسين. اعتقاله لا يغير حقيقة انتهاء نظامه وهو نتيجة طبيعية لسقوط النظام. أضر صدام بالشعب العراقي وأدخل المنطقة العربية في عدة عواصف.
- إيران: أعرب نائب الرئيس محمد علي أبطحي عن ارتياحه قائلاً: "أنا سعيد لأنهم ألقوا القبض على مجرم أياً كان وأنا أكثر سعادة لأنه مجرم ارتكب الكثير من الجرائم ضد الإيرانيين. وانضم أبطحي إلى الدعوة إلى إحقاق العدالة مضيفًا أن الإيرانيين عانوا كثيرًا بسببه والمقابر الجماعية في العراق تثبت الجرائم التي ارتكبها بحق الشعب العراقي.
- الأردن: ذكرت المتحدثة باسم الحكومة إنها تأمل في طي صفحة الماضي وأن يتمكن الشعب العراقي من تحمل مسؤولياته في أسرع وقت ممكن وبناء مستقبله حسب إرادته. الكلمة الأولى والأخيرة فيما يتعلق بأسر صدام حسين أو مصيره يجب أن تعطى للشعب العراقي.
- لبنان: ساد التوتر في البلاد نبأ اعتقال الولايات المتحدة لصدام حسين نهاية الأسبوع. تفاجأ الناس بمدى سهولة القبض على صدام، ومع ذلك لم يكن ذلك بمثابة انتصار عسكري أمريكي. وقال سليم الحص رئيس الوزراء اللبناني السابق إن أسر صدام لن ينقذ الولايات المتحدة من إدانة العالم لدعم العدو الأكبر الإسرائيلي رئيس الوزراء الإسرائيلي أرييل شارون".
- السعودية: صرح الأمير بندر بن سلطان سفير المملكة العربية السعودية لدى الولايات المتحدة أن صدام حسين كان خطرًا على العالم العربي.
- سوريا: ذكر وزير الإعلام السوري أحمد الحسن أن موقف سوريا من العراق لا يستند إلى مصير أفراد. نريد عراقا يحفظ سلامته ووحدته وسيادته.
- أفغانستان: رحبت الحكومة الأفغانية بخبر اعتقال صدام حسين، واعتبرته تحذيراً لقادة معارضين مثل أسامة بن لادن و‌المُلّا عمر.
- بنغلاديش: نُسب إلى وزير الخارجية "مورشيد خان" القول إننا نأمل أن يمهد هذا الطريق للشعب العراقي ليحظى بحكومة خاصة به. حكومة من الشعب ومن أجل شعب العراق."
- الصين: تمنّى المتحدث باسم وزارة الخارجية ليو جيانتشاو أن آخر تطوّر للموقف في العراق كان مؤاتياً لكي يتخذ الشعب العراقي مصيره بأيديهم، ولإدراك السلام والاستقرار في العراق.
- باكستان: كان الرد في باكستان هادئاً. الناطق باسم وزارة الخارجية مسعود خان وصف الاعتقال بتطوّر مهم.
- كوريا الجنوبية: رحبت كوريا الجنوبية بالخبر، الذي أتى بعد ساعات من اتّخاذ حكومتها قرار نهائي بإرسال 3000 جندي إلى العراق.
- سريلانكا: خطط أكثر من 46 محامياً سريلانكياً للدفاع عن الرئيس العراقي السابق في محاكمته. سكان قرية صدام حسين ناغار، عبّروا عن خيبة أمل كبيرة بسبب خبر القبض على حسين.
- فرنسا: جاء في تصريح للرئيس جاك شيراك أن «الرئيس سعيد جداً باعتقال صدام حسين».
- ألمانيا: حيى المستشار غيرهارد شرودر التطور في سعادة غامرة. في برقية إلى جورج دبليو بوش، دعا إلى بذل جهود مكثفة لإعادة بناء العراق.
- روسيا: قال وزير الخارجية إيغور إيفانوف، «نظن أن اعتقال صدام سيساهم في تقوية الأمن في العراق وفي عملية التنظيم السياسي في البلاد بمشاركة فاعلة مع الأمم المتحدة.»
- المملكة المتحدة: رئيس الوزراء توني بلير، أقوى حليف للرئيس بوش في حرب العراق، وصف القبض عليه خبر جيد للعراقيين، وقال، «يزيل الظل الذي كان يحوم حولهم لفترة طويلة حول كابوس عودة نظام صدام.»
- الفاتيكان: كبير مسؤولي كوريا، ريناتو مارتينو، شماس كاردينال ورئيس المجلس البابوي للعدالة والسلام، هاجم الطريقة التي كان يُعامل بها صدام حسين من خاطفيه، قائلاً إنه تم التعامل معه كالحيوانات. قال مارتينو إنه شعر بالشفقة عند مشاهدة فيديو «الرجل مُدمر والجيش ينظر إلى أسنانه كما لو أنه وحش.» الكاردينال، وهو ناقد رئيسي للحرب التي قادتها الولايات المتحدة قال إنه كان يأمل ألا يجعل القبض عليه الأمور أسوأ. لم يعلّق البابا يوحنا بولس الثاني.
- كندا: قام رئيس الوزراء بول مارتن بتهنئة القوات الأمريكية يوم الأحد وأرسل برقية تهنئة إلى الرئيس الأمريكي جورج بوش ورئيس الوزراء البريطاني توني بلير. قال إنّه كان واثقاً من أنّ الزعيم العراقي المخلوع سيُحاكم بعدل. "المهم هو أن يُحاكم أمام محكمة العدل التي تُعد ذات مصداقية ومعروفة عالمياً، كما قال مارتن.
- الولايات المتحدة: قال الرئيس جورج دبليو بوش إن "صدام" سيواجه العدالة التي رفضها للملايين. بالنسبة للمعاقل البعثية المسلّحة المسؤولة عن العنف، لن يكون هناك عودة إلى السلطة والامتيازات الفاسدة التي كانوا يمتلكونها." قال وزير الدفاع دونالد رامسفيلد، «هذا رجل تم تصويره مئات المرات وهو يطلق النار من البنادق ويظهر مدى قوته، وفي الواقع، لم يكن قويًا جدًا، كان يختبئ في حفرة في الأرض، ويمتلك مسدسًا ولم يستخدمه قط، وبالطبع لم يقاوم أي قتال إطلاقًا. نتج عن ذلك موت الكثير من العراقيين بحسب التحليل الأخير، لم يبد شجاعاً جداً.»